# Francisco Tovar

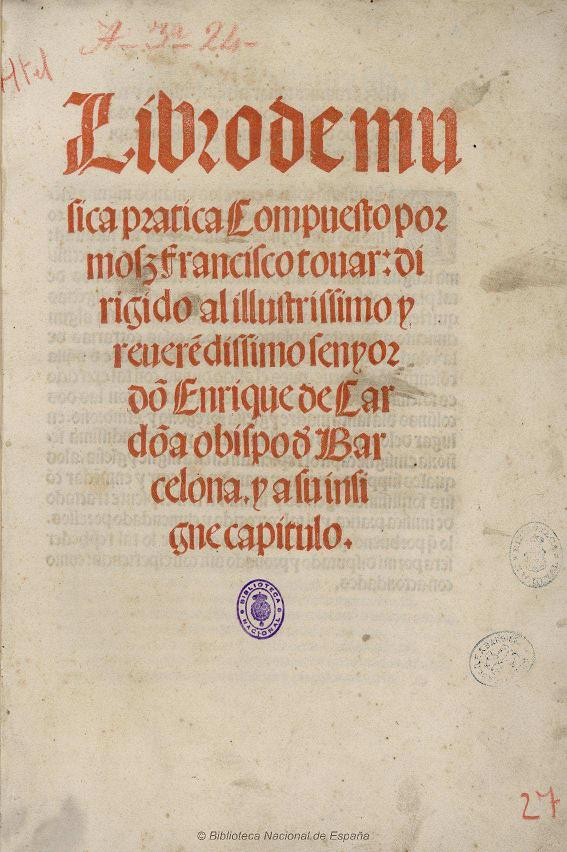
Portada del Libro de música práctica de Francisco Tovar (Barcelona: Joan Rosembach, 1510). Ejemplar de la Biblioteca Nacional de España, sig. R/11251.

Francisco Tovar (¿Andalucía?, segunda mitad del siglo XV - ¿Granada?, 22 de mayo de 1522) fue un compositor, maestro de capilla y tratadista musical español.

## Vida
Su biografía resulta confusa y no se sabe a ciencia cierta casi nada más de lo que se puede extraer de la lectura del tratado que llegó a publicar en 1510. En el colofón se indica que «la presente obra fue compuesta por mosén Francisco Tovar de la villa de Pareia», pero esta población no ha sido debidamente identificada. Indudablemente fue sacerdote, condición indispensable en esta época para ocupar cargos como el del maestro de capilla en instituciones eclesiásticas como parece que hizo Tovar.
Tampoco se sabe mucho sobre su formación musical, ni sobre su ocupación antes de 1510, pero con toda probabilidad pasó por Zaragoza, Sicilia y Roma. El propio Tovar indica en el tratado que participó en polémicas y que discutió sobre alguno de los temas tratados en su libro con otros eruditos musicales en estos lugares. En 1510, mientras estaba vinculado profesionalmente a la Catedral de Barcelona, fue nombrado maestro de capilla de la Catedral de Tarragona. Ocupó este cargo hasta el año 1516.
En 1518 también aparece un músico con ese nombre en Sevilla. Parece que en 1518 se encuentra en Granada como cantor, llegando a ocupar el magisterio de capilla de esta catedral a partir de 1521. Falleció un año después, pobre, y fue sustituido por Bartolomé Vilches.

## Obra
Su única contribución conocida a la tratadística musical es un volumen publicado en Barcelona el 5 de enero de 1510 con el título Libro de música práctica, dedicado al obispo de Barcelona, Enrique de Cardona, y al capítulo de la catedral barcelonesa, tal y como también indica en el título: Libro de música práctica, compuesto por mossen Francisco Tovar, dirigido al ilustrísimo y reverendíssimo senyor don Enrique de Cardona obispo de Barcelona y a su insigne capítulo. El libro fue impreso en Barcelona, en el taller del impresor alemán establecido en la ciudad entre 1506 y 1530, Johann Rosembach.
Se conservan al menos seis copias de esta edición en la Biblioteca Nacional de Madrid, en el Fondo antiguo de Reserva de la Biblioteca de la Universidad de Barcelona, en el Archivo y Biblioteca Episcopal de Vic, en la British Library de Londres, en el Museo Internazionale Biblioteca della Musica de Bolonia y en la Biblioteca del Congreso de EE. UU.
La edición lleva impresos los pautados de los ejemplos musicales, pero faltan notas. En los ejemplares de Vic y Londres, la notación musical fue añadida a mano.
El libro, con unos planteamientos teóricos bastante conservadores, es de carácter eminentemente práctico, mucho más cercano a un tratado o método que a un libro de pura teoría musical. Sin embargo, el autor debía tener una sólida formación y también incluye nociones más especulativas al abrigo de la tradición pitagórica incorporando los fundamentos matemáticos del arte de los sonidos o refiriéndose a la música mundana. De hecho, en el primer capítulo, el autor anuncia la intención de escribir y publicar un nuevo libro de carácter más especulativo del que no sabemos si lo llegó a escribir.
Con el fin de sustentar sus afirmaciones en la autoridad de los autores antiguos, Tovar recoge postulados, entre otros, además de los de la tradición pitagórica, de Boecio, Guido de Arezzo, Franchino Gaffurius y, sobre todo, de Guillem Despuig, de otros autores como Virgilio, San Gregorio o San Ambrosio, entre otros, que nada tienen que ver con la música. En cambio ataca las teorías de tratadistas con planteamientos más avanzados como Bartolomé Ramos de Pareja o Gonzalo Martínez de Bizcargui. La primera parte está dedicada a explicar los rudimentos teóricos generales de la música y del canto llano. La segunda aborda la música figurada y realiza un tratamiento exhaustivo del funcionamiento de la notación mensural. En la tercera parte entra en el estudio del contrapunto e incluye nociones de composición, aunque el planteamiento no es demasiado profundo.
Parece que en su momento, el libro de Tovar tuvo cierto eco. Fue utilizado como libro de texto y son muchos los autores posteriores que se refieren  él, entre ellos, Juan Bermudo, Pietro Cerone, Andrés de Montserrate o Manuel Nunes da Silva.